# Kabinet-Douglas-Home
De kabinet-Douglas-Home was de uitvoerende macht van de Britse overheid van 19 oktober 1963 tot 16 oktober 1964. Het kabinet werd gevormd door de Conservative Party na het aftreden van premier Harold Macmillan met Alec Douglas-Home de nieuwe partijleider van de Conservative Party als premier. Enkele ambtsbekleders werden behouden van het vorige kabinet. In het kabinet zaten meerdere prominenten zoals Rab Butler, Quintin Hogg, Selwyn Lloyd, Peter Carington, Edward Heath en Christopher Soames.
Douglas-Home kwam uit de Schotse aristocratie, zijn vader was de 13e graaf van Home en na zijn dood in 1951 erfde hij de titel als de 14e graaf van Home. Na dat Macmillan zijn aftreden af had afgekondigd deed Douglas-Home afstand van zijn adellijke titel. Douglas-Home is tot op heden de laatste Britse premier uit de aristocratie. Het premierschap van Douglas-Home was maar van korte duur, nog geen jaar na zijn aantreden verloor de Conservative Party onder zijn leiding de verkiezingen van 1964 die werd gewonnen door de Labour Party onder het leiderschap van Harold Wilson, het verlies bleef echter beperkt. Het verschil tussen de Conservative Party en de Labour Party bedroeg uiteindelijk maar dertien zetels en dit was grotendeels dankzij premier Douglas-Home, die, ondanks zijn aristocratische voorkomen, capabel was overgekomen tijdens zijn korte premierschap. Met 363-dagen is het premierschap van Douglas-Home de op een na kortste van de 20e eeuw.

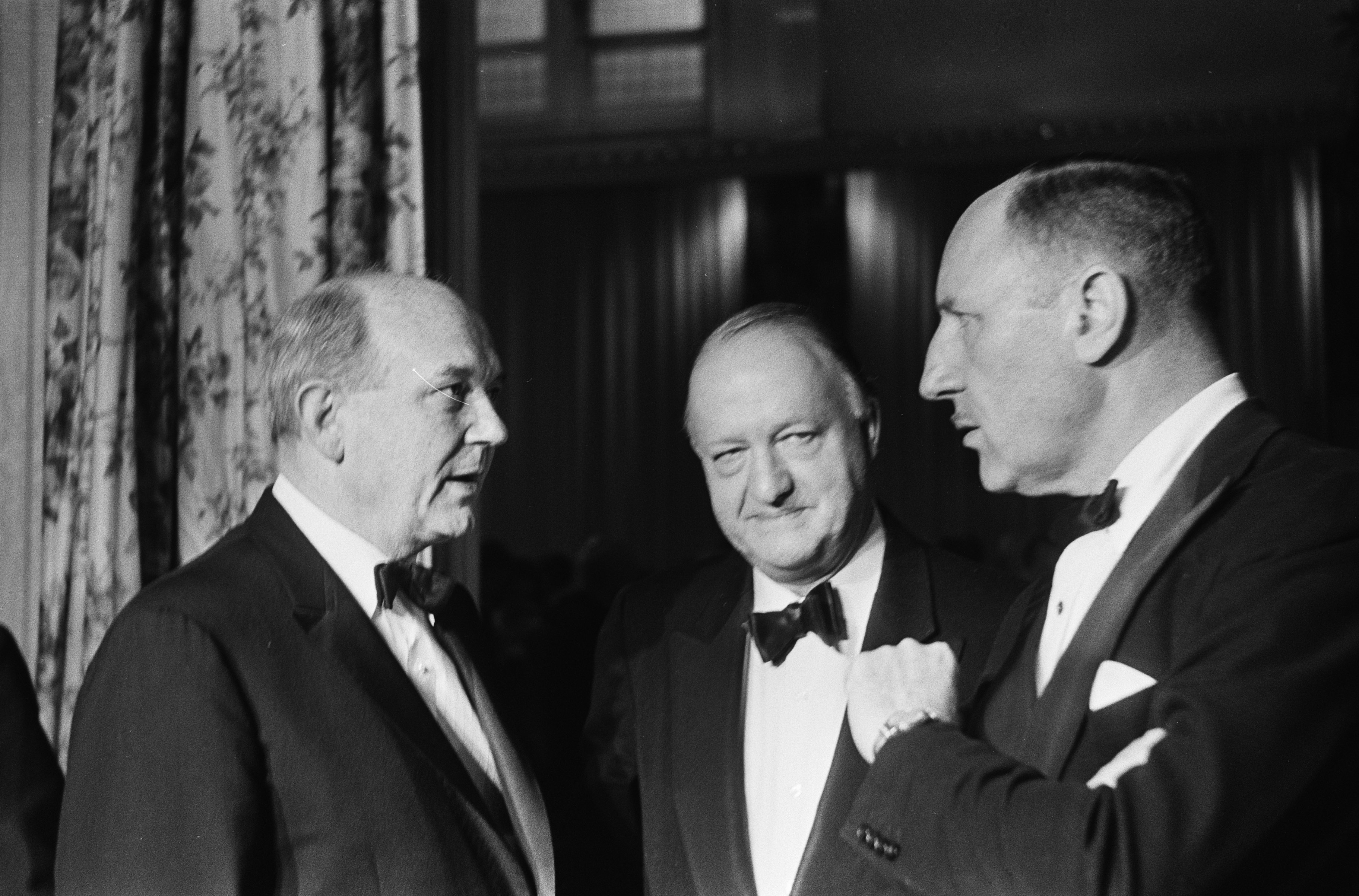
Amerikaans minister van Buitenlandse Zaken Dean Rusk, vicepremier en minister van Buitenlandse Zaken Rab Butler en Nederlands minister van Buitenlandse Zaken Joseph Luns in Den Haag op 13 mei 1964.

## Samenstelling
| Ambtsbekleder                                                           | Ambtsbekleder      | Ambtsbekleder                                          | Functie(s)                                | Ambtstermijn    | Ambtstermijn    | Partij             |
| ----------------------------------------------------------------------- | ------------------ | ------------------------------------------------------ | ----------------------------------------- | --------------- | --------------- | ------------------ |
|                                                                         | Alec Douglas-Home  | Sir Alec Douglas- Home (1903–1995)                     | Premier                                   | 19 oktober 1963 | 16 oktober 1964 | Conservative Party |
|                                                                         | Rab Butler         | Rab Butler (1902–1982)                                 | Vicepremier                               | 13 juli 1962    | 16 oktober 1964 | Conservative Party |
| First Secretary of State                                                | Rab Butler         | Rab Butler (1902–1982)                                 |                                           | 13 juli 1962    | 16 oktober 1964 | Conservative Party |
| Minister van Buitenlandse Zaken                                         | Rab Butler         | Rab Butler (1902–1982)                                 | 19 oktober 1963                           |                 | 16 oktober 1964 | Conservative Party |
|                                                                         |                    | Reginald Maudling (1917–1979)                          | Minister van Financiën                    | 13 juli 1962    | 16 oktober 1964 | Conservative Party |
|                                                                         |                    | Henry Brooke (1903–1984)                               | Minister van Binnenlandse Zaken           | 13 juli 1962    | 16 oktober 1964 | Conservative Party |
|                                                                         | Quintin Hogg       | Quintin Hogg (1907–2001)                               | Lord President of the Council             | 27 juli 1960    | 16 oktober 1964 | Conservative Party |
| Minister zonder portefeuille (Wetenschapsbeleid)                        | Quintin Hogg       | Quintin Hogg (1907–2001)                               | 14 oktober 1959                           | 1 april 1964    |                 | Conservative Party |
|                                                                         | Selwyn Lloyd       | Selwyn Lloyd (1904–1978)                               | Leader of the House of Commons            | 19 oktober 1963 | 16 oktober 1964 | Conservative Party |
| Lord Privy Seal                                                         | Selwyn Lloyd       | Selwyn Lloyd (1904–1978)                               |                                           | 19 oktober 1963 | 16 oktober 1964 | Conservative Party |
|                                                                         | Peter Carington    | Baron Carrington Peter Carington (1919–2018)           | Leader of the House of Lords              | 19 oktober 1963 | 16 oktober 1964 | Conservative Party |
| Minister zonder portefeuille                                            | Peter Carington    | Baron Carrington Peter Carington (1919–2018)           |                                           | 19 oktober 1963 | 16 oktober 1964 | Conservative Party |
|                                                                         |                    | Baron Dilhorne Reginald Manningham- Buller (1905–1980) | Lord Chancellor                           | 13 juli 1962    | 16 oktober 1964 | Conservative Party |
|                                                                         | Edward Heath       | Edward Heath (1916–2005)                               | Minister van Handel                       | 19 oktober 1963 | 16 oktober 1964 | Conservative Party |
|                                                                         | Peter Thorneycroft | Peter Thorneycroft (1909–1994)                         | Minister van Defensie                     | 13 juli 1962    | 16 oktober 1964 | Conservative Party |
|                                                                         |                    | Anthony Barber (1920–2005)                             | Minister van Volksgezondheid              | 19 oktober 1963 | 16 oktober 1964 | Conservative Party |
|                                                                         |                    | Joseph Godber (1914–1980)                              | Minister van Arbeid                       | 19 oktober 1963 | 16 oktober 1964 | Conservative Party |
|                                                                         |                    | Sir Edward Boyle (1923–1981)                           | Minister van Onderwijs                    | 13 juli 1962    | 1 april 1964    | Conservative Party |
|                                                                         | Quintin Hogg       | Quintin Hogg (1907–2001)                               | Minister van Onderwijs                    | 1 april 1964    | 16 oktober 1964 | Conservative Party |
|                                                                         |                    | Ernest Marples (1907–1978)                             | Minister van Transport                    | 14 oktober 1959 | 16 oktober 1964 | Conservative Party |
|                                                                         | Geoffrey Rippon    | Geoffrey Rippon (1932–2010)                            | Minister van Openbare Werken              | 16 juli 1962    | 16 oktober 1964 | Conservative Party |
|                                                                         | Christopher Soames | Christopher Soames (1920–1987)                         | Minister van Landbouw en Visserij         | 27 juli 1960    | 16 oktober 1964 | Conservative Party |
|                                                                         | John Hare          | Burggraaf Blakenham John Hare (1911–1982)              | Kanselier van het Hertogdom Lancaster     | 19 oktober 1963 | 16 oktober 1964 | Conservative Party |
|                                                                         | Duncan Sandys      | Duncan Sandys (1908–1987)                              | Minister voor Koloniale Zaken             | 13 juli 1962    | 16 oktober 1964 | Conservative Party |
| Minister voor Gemenebest Zaken                                          | Duncan Sandys      | Duncan Sandys (1908–1987)                              | 27 juli 1960                              |                 | 16 oktober 1964 | Conservative Party |
|                                                                         |                    | Michael Noble (1913–1984)                              | Minister voor Schotland                   | 13 juli 1962    | 16 oktober 1964 | Conservative Party |
|                                                                         |                    | Sir Keith Joseph (1918–1994)                           | Minister voor Huisvesting en Lokale Zaken | 13 juli 1962    | 16 oktober 1964 | Conservative Party |
| Minister voor Wales                                                     |                    | Sir Keith Joseph (1918–1994)                           |                                           | 13 juli 1962    | 16 oktober 1964 | Conservative Party |
|                                                                         | Frederick Erroll   | Frederick Erroll (1914–2000)                           | Minister voor Energie                     | 19 oktober 1963 | 16 oktober 1964 | Conservative Party |
|                                                                         | Julian Amery       | Julian Amery (1919–1996)                               | Minister voor Luchtvaart                  | 13 juli 1962    | 16 oktober 1964 | Conservative Party |
|                                                                         |                    | Bill Deedes (1913–2007)                                | Minister zonder portefeuille              | 13 juli 1962    | 16 oktober 1964 | Conservative Party |
| Formeel geen leden van het kabinet, maar woonde kabinetsvergadering bij |                    |                                                        |                                           |                 |                 |                    |
| Ambtsbekleder                                                           | Ambtsbekleder      | Ambtsbekleder                                          | Functie(s)                                | Ambtstermijn    | Ambtstermijn    | Partij             |
|                                                                         |                    | John Boyd- Carpenter (1908–1998)                       | Onderminister voor Financiën              | 13 juli 1962    | 16 oktober 1964 | Conservative Party |
| Thesaurier- generaal                                                    |                    | John Boyd- Carpenter (1908–1998)                       |                                           | 13 juli 1962    | 16 oktober 1964 | Conservative Party |
|                                                                         |                    | Sir John Hobson (1912–1967)                            | Advocaat- generaal                        | 13 juli 1962    | 16 oktober 1964 | Conservative Party |
|                                                                         |                    | Martin Redmayne (1910–1983)                            | Onderstaats- secretaris voor Financiën    | 14 oktober 1959 | 16 oktober 1964 | Conservative Party |
| Chief Whip in het Lagerhuis                                             |                    | Martin Redmayne (1910–1983)                            |                                           | 14 oktober 1959 | 16 oktober 1964 | Conservative Party |

Russell I ·
Smith-Stanley I ·
Hamilton-Gordon ·
Temple I ·
Smith-Stanley II ·
Temple II ·
Russell II ·
Smith-Stanley III ·
Disraeli I ·
Gladstone I ·
Disraeli II ·
Gladstone II ·
Gascoyne-Cecil I ·
Gladstone III ·
Gascoyne-Cecil II ·
Gladstone IV ·
Primrose ·
Gascoyne-Cecil III ·
Gascoyne-Cecil IV ·
Balfour ·
Campbell-Bannerman ·
Asquith I ·
Asquith II ·
Asquith III ·
Asquith IV ·
Lloyd George I ·
Lloyd George II ·
Law ·
Baldwin I ·
MacDonald I ·
Baldwin II ·
MacDonald II ·
MacDonald III ·
MacDonald IV ·
Baldwin III ·
Chamberlain I ·
Chamberlain II ·
Churchill I ·
Churchill II ·
Attlee I ·
Attlee II ·
Churchill III ·
Eden ·
Macmillan I ·
Macmillan II ·
Douglas-Home ·
Wilson I ·
Wilson II ·
Heath ·
Wilson III ·
Callaghan ·
Thatcher I ·
Thatcher II ·
Thatcher III ·
Major I ·
Major II ·
Blair I ·
Blair II ·
Blair III ·
Brown ·
Cameron I ·
Cameron II ·
May I ·
May II ·
Johnson I ·
Johnson II ·
Truss ·
Sunak ·
Starmer